# مقتل آدم توليدو
قُتل آدم توليدو، في 29 مارس 2021، وهو صبيٌ أمريكي مكسيكي يبلغ من العمر 13 عامًا، على يد ضابط شرطة شيكاغو يدعى «إريك ستيلمان» في حي ليتل فيليدج في الجانب الغربي من شيكاغو. بعد الحادث، ذكرت إدارة شرطة شيكاغو أن إطلاق النار على توليدو حدث بعد «مواجهة مسلحة» مع الشرطة. في 15 أبريل، تم نشر لقطات من الكاميرا المثبتة على جسد «ستيلمان» تُظِهر توليدو وهو يُسْقِطُ مسدسًا قبل أن يرفع يديه دون سلاح للشرطي، مباشرة قبل قتله. أثار نشر اللقطات احتجاجات في شيكاغو وفي جميع أنحاء البلاد.
كان آدم توليدو من أصغر الأشخاص الذين قتلوا على يد الشرطة في ولاية إلينوي منذ سنوات. وقد ادعى بعض المحللين بوجود نمط من العنف من قبل الشرطة ضد اللاتينيين.

## الأشخاص المعنيين
| الشخصية | الاسم                                     | الوصف |
| ------- | ----------------------------------------- | --- |
| الجناة  | آدم توليدو (بالإنجليزية: Adam Toledo)     | كان آدم توليدو في الصف السابع في مدرسة غاري الابتدائية من حي ليتل فيليدج في شيكاغو. كان يبلغ من العمر 13 عامًا عندما قُتل. |
| الجناة  | روبن رومان (بالإنجليزية: Ruben Roman)     | روبن رومان يبلغ من العمر 21 عامًا وكان مع توليدو. تم القبض عليه من قبل شرطة شيكاغو في مكان الحادث.                        |
| الشرطي  | إيرك ستيلمان (بالإنجليزية: Eric Stillman) | إريك ستيلمان هو ضابط شرطة عمره 34 عامًا أطلق النار على توليدو. تم وضعه في إجازة إدارية لمدة 30 يومًا بعد الحادث.           |

## تفاصيل الحادث
قال المدعون أنه في حوالي الساعة 2:30 صباحًا، كان «توليدو» و«رومان» يسيران باتجاه «الشارع 24» عندما أطلق رومان عدة رصاصات أثناء مرور سيارة. سجلت تقنية جهاز الإنذار عن إطلاق النار التابعة للشرطة طلقات أطلقت ووصلت سيارة فرقة إلى مكان الحادث. وطبقاً لبيان صادر عن النيابة، فإن توليدو هرب من الضباط، وتمت ملاحقته في زقاق، وعاد إلى الضابط وبيده مسدس، ثم أصيب برصاصة في صدره. قالت الشرطة إنه تم العثور على مسدس في مكان الحادث من خلف السياج، وذكرت أن هناك «مواجهة مسلحة». حوالي الساعة 4:00 مساءً، أصدرت إدارة شرطة شيكاغو بيانًا صحفيًا حذف كلمة «مسلح» من «المواجهة المسلحة».
أظهرت لقطات الكاميرا المثبتة على جسم الشرطي لإطلاق النار على توليدو، والتي تم إصدارها في 15 أبريل 2021، أن توليدو كانت غير مسلح في ذات اللحظة التي أُطلِقَ فيها النار. يُظهر الفيديو الضابط وهو يطارد توليدو في الزقاق ويصرخ في وجهه للتوقف. يتجاهل توليدو أمر الضابط للحظات ثم يبطئ من سرعته ويتوقف بينما يمسكه الضابط. في لقطة تم التقاطها من زاوية أخرى، يبدو أن توليدو يلقي مسدسًا خلف السياج قبل لحظات من الاستدارة لوجه الضابط. يصرخ الضابط «أرني يديك اللعينة» و «أسقطه» بينما كان يلقي بضوء مصباح كهربائي وامض. ثم يستدير توليدو ويداه الفارغتان في الهواء. أطلق الضابط النار على توليدو وهو يفعل ذلك. وفقًا لقسم شرطة شيكاغو، تم إطلاق النار على توليدو بعد 838 مللي ثانية (0.838 ثانية) من رميه للسلاح. بعد إطلاق النار على توليدو، طلب الضابط ستيلمان المساعدة الطبية وبدأ في إجراء الإنعاش القلبي الرئوي عليه. كان من الواضح أن توليدو توفي في مكان الحادث.

## روابط خارجية
- فيديو الضابط المتورط في إطلاق النار - نسخة مبطئة مع التعليقات - (2 دقائق). قسم شرطة شيكاغو.
- فيديو الضابط المتورط في إطلاق النار - نسخة كاملة بدون التعليقات - (5 دقائق). قسم شرطة شيكاغو.